# Bykówka
Bykówka (ukr. Биківка, Bykiwka) – osiedle typu miejskiego na Ukrainie, w obwodzie żytomierskim, w rejonie romanowskim.

## Historia
Status osiedla typu miejskiego posiada od 1938.
W 1989 liczyła 2060 mieszkańców.
W 2013 liczyła 1796 mieszkańców.